# Lăng mộ I'timād-ud-Daulah

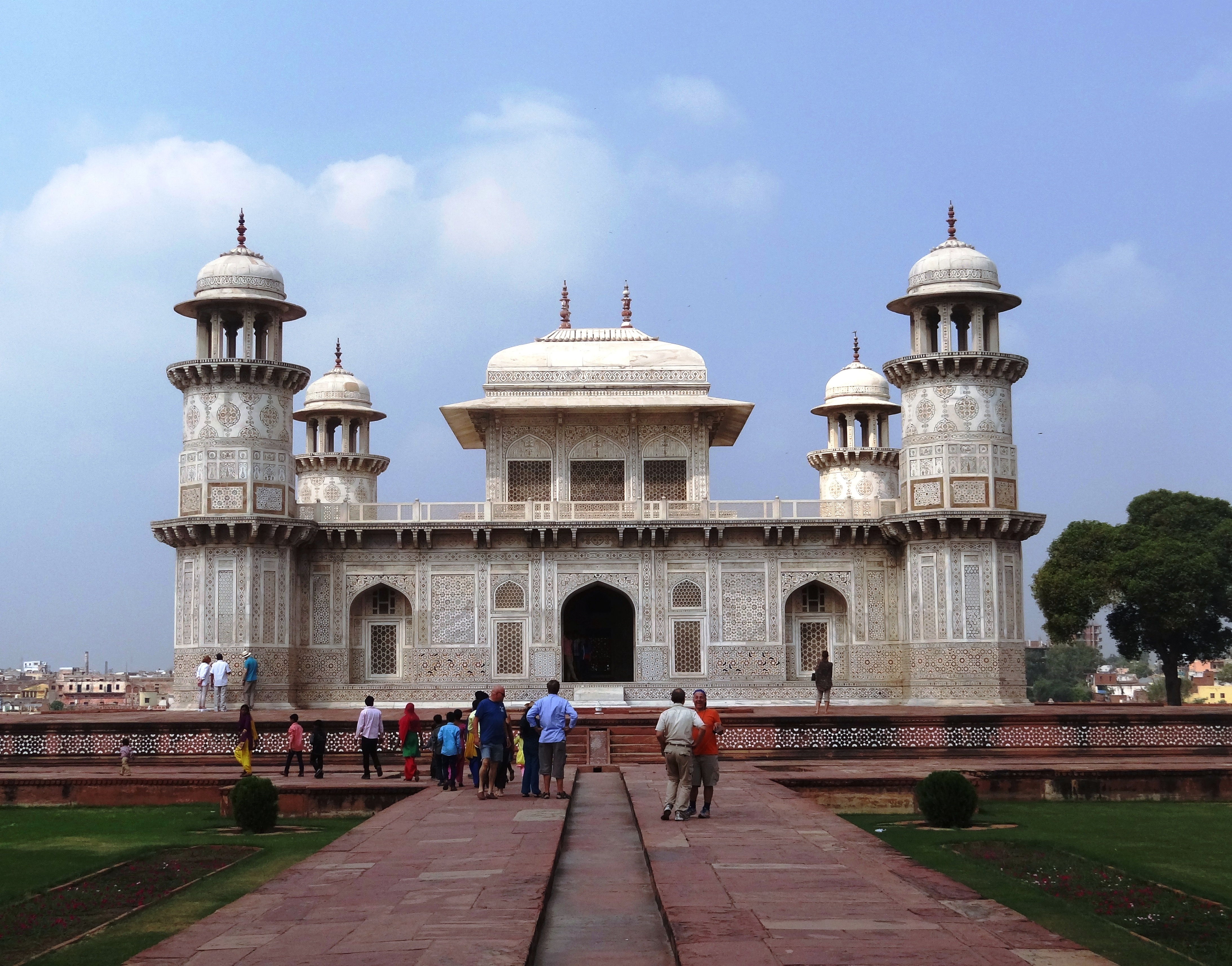
Lăng Itmad-ud-Daulah (nhìn từ trước)

Lăng mộ I'timād-ud-Daulah (tiếng Urdu: اعتماد الدولہ کا مقبرہ, I'timād-ud-Daulah kā Maqbara) là một lăng mộ Mughal tại thành phố Agra ở bang Uttar Pradesh, Ấn Độ. Thường được mô tả như một "hộp trang sức", đôi khi được gọi là "Baby Tāj", ngôi mộ I'timād-ud-Daulah thường được tôn kính như một phác thảo của Tāj Mahal.
Cùng với công trình kiến trúc chính, cấu trúc bao gồm nhiều nhà phụ và vườn cây. Lăng mộ được xây dựng giữa năm 1622 và 1628 đại diện cho sự chuyển tiếp giữa những giai đoạn đầu tiên của lối kiến trúc Mughal vĩ đại - chủ yếu được xây dựng từ đá sa thạch màu đỏ với trang trí bằng đá cẩm thạch, như Lăng mộ Humayun tại Delhi và lăng Akbar tại Sikandra - đến giai đoạn thứ hai, dựa trên nền khảm đá cẩm thạch trắng và pietra dura, cách trang trí thanh lịch nhất tại Taj Mahal.